# Cardiidae
Cardiidae é uma família de moluscos bivalves da ordem Veneroida.
Popularmente conhecidos como berbigões, a família Cardiidae é uma das maiores e mais bem conhecidas em bivalves.
Há mais de 200 espécies vivas e muitas outras de fósseis. Os representantes mais antigos desta família remontam da idade Noriana do Triássico Superior.
Possuem valvas equivalve, em formato de coração, sendo dois dentes cardinais em cada valva.

## Gêneros
A lista abaixo foi elaborada tomando por base os dados do "Registro Mundial de Espécies Marinhas" (WoRMS, da sigla em inglês):
- Acanthocardia Gray, 1851
- Acrosterigma Dall, 1900
- Adacna Eichwald, 1838
- Afrocardium Tomlin, 1931
- Americardia[nota 1]
- Apiocardia Olsson, 1961
- Bucardium Gray, 1853
- Cardium Linnaeus, 1758
- Cerastoderma Poli, 1795
- Ciliatocardium Kafanov, 1975
- Clinocardium Keen, 1936
- Cochlea Martyn, 1786
- Corculum Röding, 1798
- Ctenocardia H. Adams & A. Adams, 1857
- Dallocardia Stewart, 1930
- Didacna Eichwald, 1838
- Dinocardium Dall, 1900
- Discors ?
- Europicardium Popov, 1977
- Fragum Röding, 1798
- Freneixicardia Schneider, 2002
- Frigidocardium Habe, 1951
- Fulvia Gray, 1853
- Goethemia Lambiotte, 1979
- Hemicardium Schweigger, 1820
- Hypanis Eichwald, 1838
- Keenocardium Kafanov, 1974
- Laevicardium Swainson, 1840
- Lophocardium Fischer, 1887
- Lunulicardia Gray, 1853
- Lyrocardium Meek, 1876
- Maoricardium Marwick, 1944
- Microcardium Thiele, 1934
- Microfragum Habe, 1951
- Monodacna Eichwald, 1838
- Nemocardium Meek, 1876
- Papillicardium Sacco, 1899
- Papyridea Swainson, 1840
- Parvicardium Monterosato, 1884
- Plagiocardium[nota 2]
- Pratulum Iredale, 1924
- Pseudofulvia Vidal & Kirkendale, 2007
- Ringicardium Fischer, 1887[3]
- Serripes Gould, 1841
- Trachycardium Mörch, 1853
- Trifaricardium Kuroda & Habe, 1951
- Trigoniocardia Dall, 1900
- Vasticardium Iredale, 1927
- Vepricardium Iredale, 1929